# Сельское общество
Сельское общество (обчество, сельская община, крестьянская община, мир) — единица административно-хозяйственного самоуправления крестьян Российской империи. Несколько сельских обществ составляли волость. Сельские общества управлялись сельскими сходами, избиравшими сельских старост. До 1904 года они несли коллективную ответственность за уплату налогов своими членами.
Сельские общества были образованы в результате реформы графа Киселёва по управлению казённым имуществом 1837—1841 годов и первоначально распространялись только на государственных крестьян. Одно сельское общество включало либо один большой населённый пункт, либо несколько маленьких соседних. В ходе освобождения владельческих крестьян от крепостной зависимости сельские общества были образованы также для бывших крепостных крестьян; как правило, такие сельские общества составлялись из крестьян одного владельца.
Сельские общества являлись коллективными владельцами земли селений (улицы, проезды). Также сельские общества могли являться коллективными владельцами надельной земли, предоставлявшими их отдельным крестьянам во временное пользование. В 1905 году в Европейской части Российской империи сельские общества состоящие из 9,2 млн крестьянских дворов имели 100,2 млн десятин надельной земли в общинном владении и общества состоящие из 2,8 млн крестьянских дворов — 23,0 млн десятин в подворном владении. Сельское общество имело право в любой момент перейти от общинного пользования землёй к подворному, однако не исключался и обратный переход.
По первоначальному плану аграрной реформы, составленному в 1906 году, предполагалось разделить сельское общество на два общества. Первое из них, земельное общество, должно было представлять собой хозяйственное товарищество, занимающееся управлением землёй, находящейся в совместной собственности крестьян. Второе, поселковое общество, должно было стать низовой единицей местного самоуправления. Но этот план не был осуществлён. Разделение управленческих и хозяйственных функций было осуществлено уже советской властью, после образования сельсоветов.

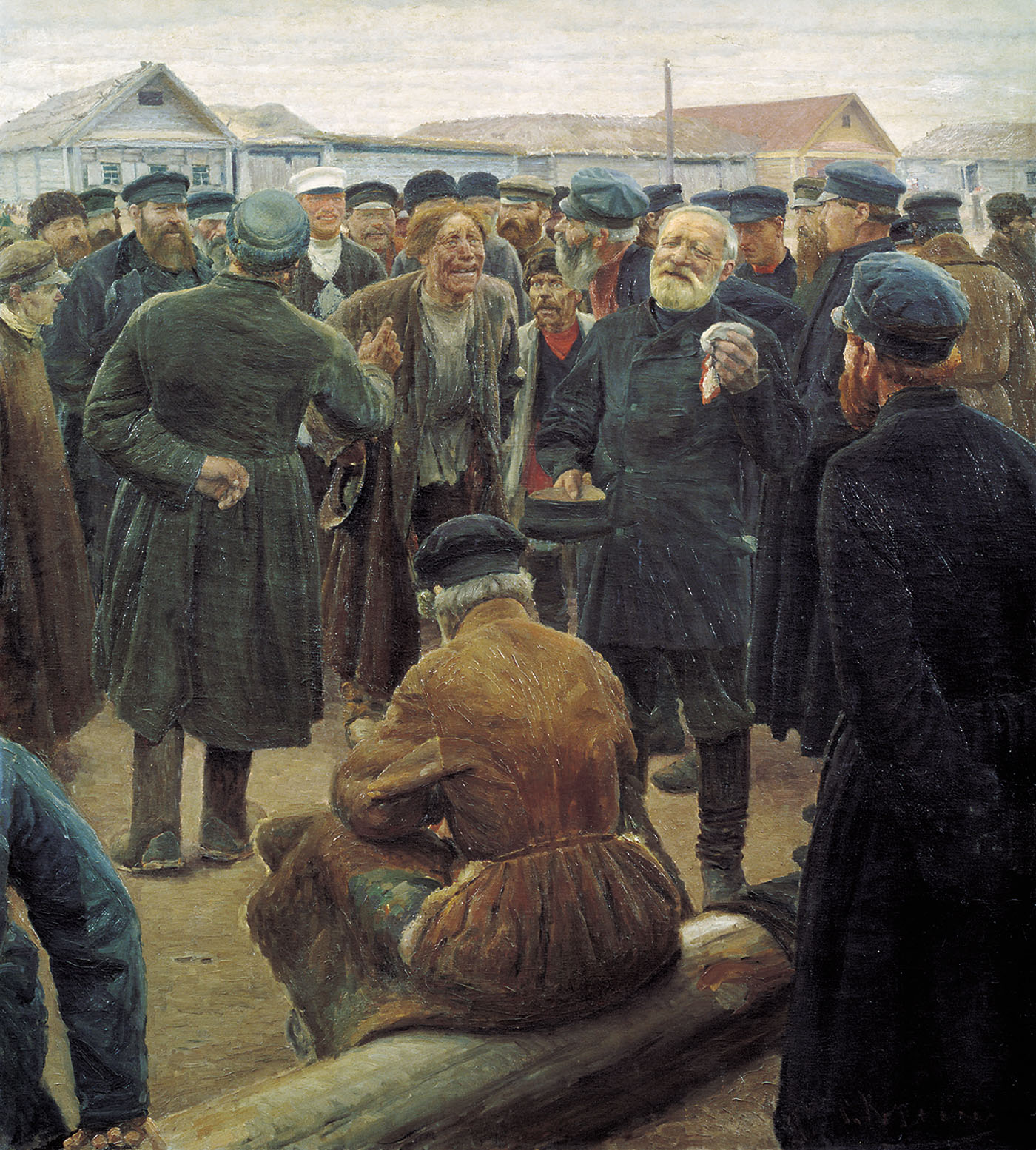
На миру, Сергей Коровин

## История

### Сельская община
Сельская крестьянская община — древнее учреждение, имеющее естественное происхождение. Очевидно, что всякое селение имеет некоторый набор территорий, который наиболее рационально используется при коллективной на него собственности; а совместное проживание и хозяйственная деятельность в одном селении создаёт определённый набор вопросов, которые удобно разрешать общим сходом всех жителей. Различные формы сельской общины характерны для различных государств и культур на различных стадиях развития, в том числе и для России..
Российское государство до XIX столетия не располагало достаточно развитым административным аппаратом, чтобы установить какие-либо отношения с общиной каждого отдельного селения. Государство предпочитало иметь дело с более крупным административным образованием — волостью, а собственно сельская община имела характер неформального объединения. С распространением крепостного права низкий гражданский статус крестьян ещё более препятствовал официальному признанию их сообществ. Система управления государственными крестьянами, сформировавшаяся в течение XVIII столетия, имела волостную структуру управления; сельские общества рассматривались должностными лицами волости как своего рода устойчивые неформальные группы. Государственное управление и надзор над помещичьими крепостными крестьянами отсутствовали, и помещики несли полную персональную ответственность перед государством за действия своих крепостных.

### Реформа графа Киселёва
В 1837—1841 годах под руководством графа П. Д. Киселёва проводилась реформа управления государственными крестьянами. В ходе реформы, при принятии в 1838 году «Учреждения сельского управления», государственные крестьяне были организованы в сельские общества, соответствующие селениям (малолюдные селения объединялись в одно общество численностью не более 1500 ревизских душ). Общества управлялись сельскими сходами, выбиравшими сельских старшин и сельских старост; для решения мелких судебных дел между крестьянами создавался упрощённый суд — сельская расправа.

### Сельские общества для бывших помещичьих крестьян
Сельские общества для бывших помещичьих крестьян были учреждены «Общим положением о крестьянах, вышедших из крепостной зависимости», принятым в 1861 году. Сельские общества составляли крестьяне, ранее принадлежавшие одному помещику и проживавшие в одном селении (таким образом, если одно селение принадлежало нескольким помещикам, в нём образовывалось несколько сельских общин). Для нескольких мелких селений (менее двадцати ревизских душ), ранее совместно пользовавшихся различными угодьями, а также для частей селений, принадлежавших разным помещикам (также менее двадцати ревизских душ), разрешалось составлять одно сельское общество. Закон не устанавливал максимального размера сельских общин, однако рекомендованный размер более крупной единицы самоуправления — волости — должен был составлять от 300 до 2000 ревизских душ. Если какое-либо сельское общество оказывалось соразмерным с волостью, допускалось организовывать волость из одного общества.
Сельские общества в Царстве Польском были учреждены указом «Об устройстве сельских гмин» в 1867 году и не имели отличий от обычных сельских обществ; сельские старосты именовались солтысами.
На начало XX века в 49 губерниях Европейской России имелось 107 815 сельских обществ, объединявших 232 907 селений. На общество в среднем приходилось 95 крестьянских дворов и 302 крестьянина мужского пола.

### Столыпинская аграрная реформа
Премьер-министр П. А. Столыпин считал преобразование сельского общества важной составной частью проводимой его правительством широкой аграрной реформы. По первоначальному плану реформы, составленному в 1906 году, предполагалось разделить сельское общество на два общества. Первое из них, земельное общество, должно было представлять собой хозяйственное товарищество, занимающееся управлением землёй, находящейся в совместной собственности крестьян. Второе — поселковое общество — должно было стать низовой единицей местного самоуправления, потеряв при этом сословный крестьянский характер — в общество должны были войти местные жители и землевладельцы всех сословий. Предполагалось, что по мере продвижения аграрной реформы количество земли, укреплённой в частную собственность крестьян, будет расти, и роль сельских обществ как коллективных собственников земли естественным образом уменьшится.
В пакет правительственных законопроектов по аграрной реформе, внесённых в 1907 году в III Государственную Думу, входил закреплявший данные положения законопроект «Положение о поселковом управлении». III Дума рассматривала законопроект чрезвычайно медленно, и в 1912 году он перешёл в IV Думу, где лежал без движения. В 1913 году правительство, возглавляемое уже В. Н. Коковцовым, переменило своё мнение и забрало законопроект из Думы.
Таким образом, сельское общество как признанный государством институт самоуправления осталась нетронутой вплоть до Октябрьской революции, после которой идеи Столыпина парадоксальным образом были реализованы — община как коллективный владелец земли была сохранена, но от неё был отделён сельсовет, административный орган местного управления. Окончательно существование сельской общины было прекращено коллективизацией.

## Устройство сельского общественного управления
Сельское общественное управление состояло из сельского схода и сельского старосты.

### Сельский сход

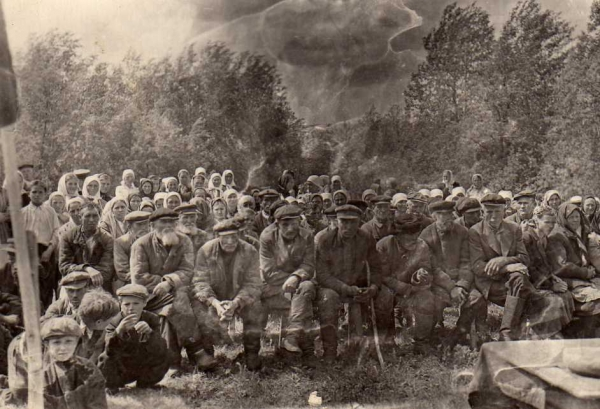
Сельский сход. Бугурусланский уезд Самарская губерния. 1900—1903

Сельский сход (мирская сходка, мирской сход) — орган крестьянского самоуправления во 2-й половине XIX — начале XX веков. Объединял всех крестьян-домохозяев, составлявших сельское общество, избирал сельского старосту и других должностных лиц. Обладал судебно-полицейской властью. Долговременно отсутствующие крестьяне могли передавать своё право голоса другому лицу.
Ведению сельского схода подлежали:
- Выборы сельского старосты и других должностных лиц (если они имелись);
- Замещение должностей десятских и сотских (местные чины полиции, содержимые за счёт крестьян), до 1903 года;
- Все дела, относящиеся к общинному пользованию мирской землёй: передел земель, выделение земель в частную собственность, определение правил пользования общими землями, продажа и покупка обществом земли и т. д.
- Раскладка между крестьянами земских и государственных сборов;
- Установление и раскладка мирских сборов в пользу самих обществ;
- Исключение из крестьянских обществ тех, чьё пребывание угрожает местному благосостоянию и безопасности (практически высылка, требовало утверждения губернским присутствием);
- Увольнение из общества и приём новых членов;
- Разрешение семейных разделов;
- Управление общественными продовольственными капиталами и хлебными запасами.

Постановления сельского схода требовали большинства голосов. Особо важные постановления (продажа и покупка общинной земли, переход от общинного пользования землёй к участковому или подворному, передел земли) требовали двух третей голосов.
В тех случаях, когда в одном селении было несколько сельских обществ, для решения общих для селения вопросов созывались также и селенные сходы.

### Сельский староста
Сельский староста избирался большинством голосов сельского схода. Обязанности сельских старост были следующими:
- Участие в волостном правлении;
- Созыв и ведение сельского схода;
- Заведование мирским хозяйством и мирскими суммами;
- Наблюдение за уплатой всех видов налогов и сборов;
- Наблюдение за исправным содержанием дорог, мостов, неприкосновенностью межевых знаков;
- Принятие всех необходимых мер по охране благочиния и порядка, предупреждение потрав, порубок, лесных пожаров;
- Задержание бродяг и беглых;
- Распоряжение при подаче помощи при пожарах, наводнениях и других чрезвычайных ситуациях;
- В случае уголовных преступлений — охрана места преступления и улик до прибытия полиции.

За «маловажные поступки» сельский староста мог своей властью подвергнуть виновных следующим наказаниям: общественным работам или аресту до двух дней, штрафу до одного рубля.
Дисциплинарной власти сельского старосты должны были подчиняться не только крестьяне, но и все лица податных сословий (то есть все, кроме дворян, духовенства и почётных граждан), постоянно проживающие на территории сельского общества.

## Правительственный контроль над сельскими обществами
С момента освобождения крестьян правительственным чиновником, ответственным за проведение крестьянской реформы на местах, был мировой посредник. Основной задачей мирового посредника была организация переговоров по наделению сельских обществ землёй и составление уставных грамот. Над мировым посредником стояла контрольная инстанция — уездный мировой съезд, а над ним — губернское по крестьянским делам присутствие.
В 1864 году мировые посредники, как выполнившие свои функции, были упразднены. Вместо уездных мировых съездов были организованы уездные по крестьянским делам присутствия. Эти комиссии имели только одного штатного сотрудника — непременного члена. Один чиновник на целый уезд не был способен осуществлять эффективный правительственный контроль за деятельностью крестьянских обществ, его обязанности сводились к рассмотрению жалоб и разбору конфликтов.
В 1889 году была проведена реформа, резко увеличившая степень вмешательства правительства в крестьянские дела. Была создана должность земского участкового начальника (на уезд приходилось в среднем около четырёх участков), в обязанности которого был включен мелочный контроль всей деятельности сельских обществ и волостей. Над земскими начальниками стояла контрольная инстанция — уездный съезд, а над ним — губернское присутствие. Все эти три инстанции были одновременно и административными, и судебными (с ограниченными полномочиями).
По отношению к сельским обществам земский начальник имел следующие административные полномочия (исключительно по отношению к крестьянам и крестьянскому самоуправлению):
- разбирать и разрешать иски и споры, относящиеся к исполнению актов о поземельном устройстве крестьян и истекающих из прежних обязательных отношений между помещиками и крестьянами;
- производить надзор и ревизии всех установлений крестьянского общественного самоуправления;
- при всех инцидентах, требующих прибытия уездного исправника или станового пристава, до их прибытия на место исполнять их обязанности, в том числе руководить нижними чинами уездной полиции;
- принимать и разрешать жалобы на должностных лиц сельских управлений;
- временно устранять от должности должностных лиц сельских управлений и передавать дело об их увольнении на решение уездных съездов;
- проверять все приговоры сельских сходов, и, при усмотрении среди них нарушающих закон, передавать дело на решение уездных съездов;
- надзирать за состоянием мирских капиталов, утверждать приговоры сельских сходов относительно расходования мирских капиталов, при несогласии передавать дело на решение уездных съездов;
- надзирать за опекунствами, учреждёнными над малолетними сиротами сельского состояния[11].

Земский начальник имел также и полномочия накладывать административные взыскания (в современных терминах — право рассматривать дела об административных правонарушениях), также исключительно по отношению к крестьянам и крестьянскому самоуправлению. До 1906 года за маловажные проступки земский начальник мог, «без формального производства», подвергнуть должностных лиц сельского и волостного управлений и суда денежному взысканию не свыше 5 рублей или аресту не свыше 7 дней. В том же порядке, с составлением лишь в каждом случае особого протокола, земский начальник мог подвергнуть денежному взысканию не свыше 6 рублей или аресту не свыше 3 дней всех «лиц, подведомственных крестьянскому общественному управлению», в случае «неисполнения законных его распоряжений или требований».
Земские начальники выступали также и как судьи с ограниченными полномочиями, однако их судебная власть распространялась на всех лиц, а не только на крестьян; поэтому в настоящей статье эта часть их деятельности не рассматривается.

## Сельское общество и землепользование[13]
Существовали различные формы участия сельских обществ в землепользовании.
Наиболее популярной формой было общинное владение землёй, при котором вся крестьянская надельная земля находилась в собственности общины, которая регулярно перераспределяла землю между крестьянскими хозяйствами сообразно размеру семей. При этих переделах также учитывалось создание новых крестьянских хозяйств и исчезновение существовавших. Часть земли (прежде всего луговые, пастбищные земли и леса, неудобья), как правило, не разделялись между крестьянами и находились в совместном владении сельского общества. По обычаю, крестьяне оценивали хозяйственную полезность каждого участка в условных единицах, «тяглах», сколько «тягл» находилось в распоряжении крестьянского хозяйства, столько же пропорциональных долей оно должно было вносить в общую сумму поземельных налогов, уплачивавшихся сельской общиной.
Сельское общество могло в любое время произвести передел мирской земли — изменить размеры участков в пользовании крестьянских семей сообразно изменившемуся количеству работников и способности уплачивать подати. С 1893 года переделы разрешалось проводить не чаще, чем один раз в 12 лет. Не все крестьянские общества практиковали регулярные переделы, некоторая часть обществ не проводила их никогда.
Стремление уравнять по хозяйственной полезности участки, выделенные каждому отдельному хозяйству привело к неблагоприятному явлению — чересполосице. Смысл чересполосного землевладения в том, что все земли общества нарезаются на несколько больших полей, внутри каждого поля земля считается одинакового качества, и в каждом поле земля нарезается на узкие полоски по количеству хозяйств, площадь полоски пропорциональна количеству тягл, которое выделено данному хозяйству при последнем переделе. Таким образом, каждое хозяйство пользуется столькими полосками земли, на сколько полей разделена вся общинная земля. В некоторых случаях, крестьянам приходилось обрабатывать до 30 разнесенных по разным местам земельных участков, что крайне невыгодно сказывалось на эффективности сельского хозяйства. Борьба с чересполосицей путём полного разверстания общинной земли и выделения каждому хозяйству одного компактного участка (хутора или отруба) стала одной из главных задач столыпинской аграрной реформы, реализуемой с 1906 года.
Второй широко распространённой формой землевладения в сельских обществах было подворное (участковое) землевладение, при котором каждое крестьянское хозяйство получало выделенный раз и навсегда, передаваемый по наследству участок. Такая форма собственности была более распространена в Западном крае. Наследственный участок представлял собой неполную частную собственность — он передавался по наследству, но не мог быть продан. Как и общинное владение, подворное владение могло сочетаться с общинной собственностью на непахотные земли (луга, пастбища, лес, неудобья).
Сельское общество имело право в любой момент перейти от общинного пользования землёй к подворному, но обратный переход был невозможен.
«Усадебная оседлость» крестьян (придомовые участки) находились в ограниченной (с правом передачи по наследству) собственности крестьян. Общие земли селений (улицы, проезды) всегда принадлежали сельскому обществу в целом.

## Налогообложение и круговая порука[15]
Государство в большинстве случаев имело дело только с сельскими обществами в целом, не собирая сведений о размерах землевладения каждого отдельного крестьянского хозяйства. Соответственно, и размер государственных налогов и земских сборов, собираемых с земель, рассчитывался государственными и земскими учреждениями также для сельского общества в целом. Выкупные платежи в большинстве случаев также уплачивало сельское общество в целом (индивидуальный выкуп помещичьих земель крестьянами в ходе реформы 1861 года был редкостью). Распределение налоговой нагрузки по крестьянским хозяйствам было внутренним делом сельской общины, разрешавшимся обычно сельским сходом при принятии решения о переделе земли.
Все члены сельской общины (при общинном пользовании землёй) были связаны круговой порукой — община несла коллективную ответственность за уплату всех видов налогов и выкупных платежей всеми своими членами. Это требование, достаточно жёсткое, было частично оправдано тем, что закон делал практически невозможным обращение взыскания по долгам на большую часть имущества крестьян. Земельный надел, как принадлежащий общине в целом, не мог быть изъят по долгам отдельного крестьянина; также не подлежало изъятию любое имущество сельскохозяйственного назначения (одна корова, инвентарь, семена) и дом крестьянской семьи. Стоимость всего остального имущества была, как правило, весьма невелика.
Круговая порука была отменена в 1903 году в 46 губерниях Европейской России, в 1905 году — повсеместно. С этого момента обложение крестьян налогами стало индивидуальным и производилось государственными чиновниками (податными инспекторами) без участия волостных и сельских управлений.